# Anita Blake: Vampire Hunter
Anita Blake: Vampire Hunter är en bokserie av Laurell K Hamilton som handlar om Anita Blake och hennes möten med vampyrer och andra varelser i Saint Louis, Missouri i USA.

## Handling
I boken existerar både vampyrer och varulvar och alla vet om att de finns. USA är det enda landet där vampyrer har medborgerliga rättigheter och tidigare kunde vem som helst döda vilken vampyr som helst. Om en vampyr däremot dödar en människa, eller bara att utnyttjar någon med sina övernaturliga krafter, leder det direkt till dödsstraff. Det finns en före- och efter-del i Anitas vampyrjägarliv. I hennes liv före böckerna, och före legaliseringen, var hon en vampyrjägare. Efter legaliseringen, i böckerna, är hon statligt legaliserad vampyravrättare och går under namnet "The Executioner" ("Avrättaren") och dödar de vampyrer som har dödat människor.

## Anita Blake: Vampire Hunter-serien
- Guilty Pleasures (1993)
- The Laughing Corpse (1994)
- Circus of the Damned (1995)
- The Lunatic Cafe (1996)
- Bloody Bones (1996)
- The Killing Dance (1997)
- Burnt Offerings (1998)
- Blue Moon (1998)
- Obsidian Butterfly (2000)
- Narcissus in Chains (2001)
- Cerulean Sins (2003)
- Incubus Dreams (2004)
- Micah and Strange Candy (2006)
- Danse Macabre (2006)
- The Harlequin (2007)
- Blood Noir (2008)
- Skin Trade (2009)
- Bullet (2010)
- Hit List (2011)
- Kiss the Dead (2012)
- Beauty (2012) Online bok
- Affliction (2013)
- Dancing (2013) Online bok
- Jason (2014)
- Dead Ice (2015)

## Anita Blake: Vampire Hunter - Serietidningar
- Laurell K. Hamilton's Anita Blake, Vampire Hunter: The First Death 1-2 (2007)
- Anita Blake Vampire Hunter: Guilty Pleasures 1-12 (2006-2008)
- Guilty Pleasures Handbook (2007)
- Anita Blake: The Laughing Corpse – Animator 1-5 (2008-2009)
- Anita Blake: The Laughing Corpse – Necromancer 1-5 (2009)
- Anita Blake: The Laughing Corpse – Executioner 1-5 (2009-2010)
- Anita Blake: Circus Of The Damned – The Charmer 1-5 (2010)
- Anita Blake: Circus Of The Damned – The Ingenue 1-5 (2011)
- Anita Blake: Circus Of the Damned - The Scoundrel 1-5 (2011-2012) A